# Abri du Kaiser

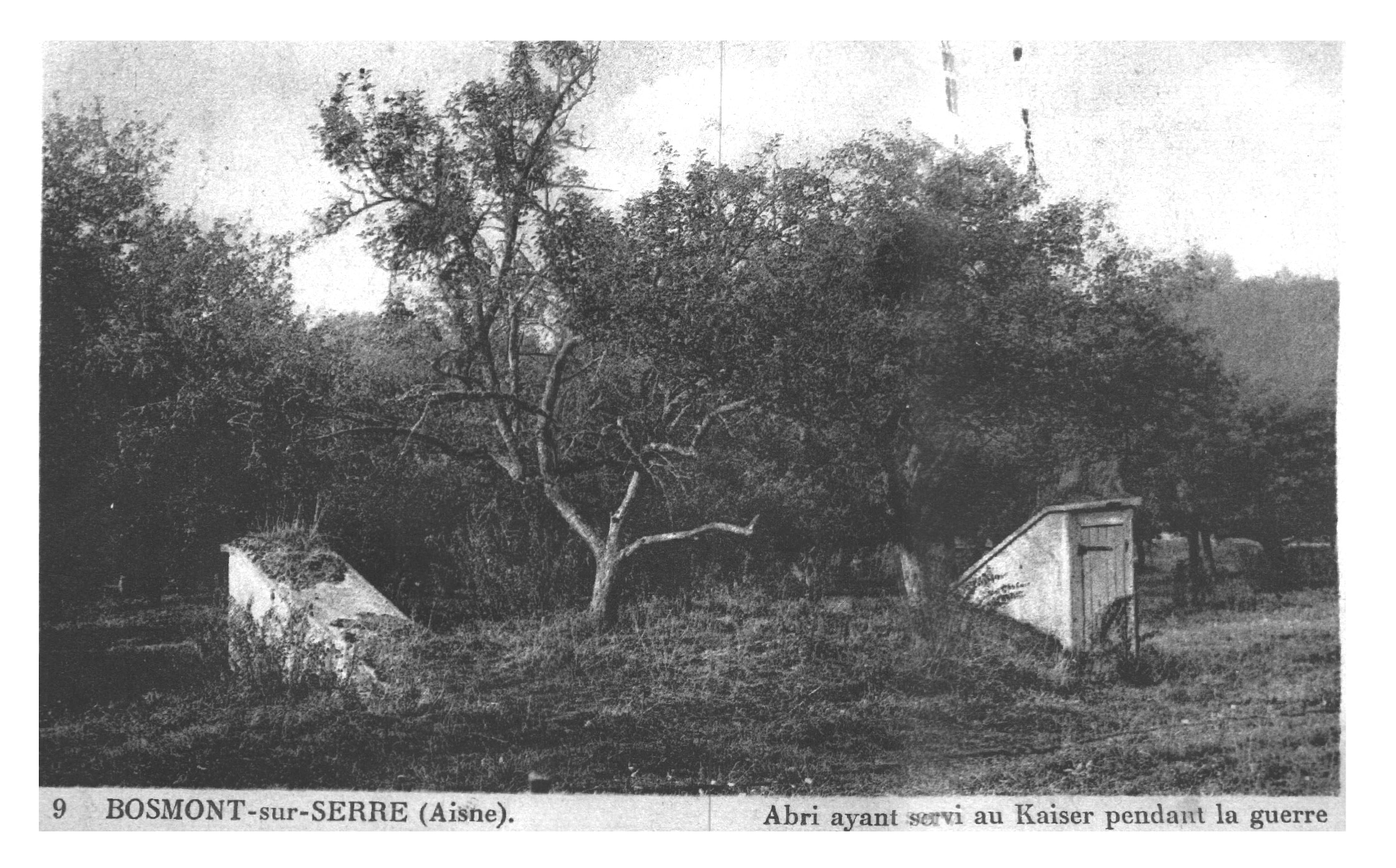
Carte postale représentant l'abri du Kaiser Guillaume à Bosmont-sur-Serre (Aisne, France).

L'abri du Kaiser est un abri allemand situé à Bosmont-sur-Serre, en France.

## Localisation
L'abri est situé sur la commune de Bosmont-sur-Serre, dans le département de l'Aisne. Il est aujourd'hui en plein milieu d'un champ, une centaine de mètres à l'ouest de l'ancienne gare de Bosmont. Il aurait abrité l'empereur Guillaume II.

## Historique
Le monument est classé au titre des monuments historiques en 1921.